# Фріц Тіде
Фріц Тіде (нім. Fritz Thiede; 12 січня 1896, Берлін — 14 червня 1981, Люнебург) — німецький льотчик-ас, лейтенант Імперської армії.

## Біографія
Вступив в армію1 жовтня 1913 року Служив у 2-му пішому артилерійському полку, до того як 1 травня 1915 року отримав переведення в авіацію і був направлений у 5-й запасний льотний дивізіон в Ганновері. Після складання кваліфікаційних іспитів отримав у лютому 1916 року розподіл в 5-ту охоронну ескадрилью, у складі якої воював на Соммі.
Вироблений в офіцери в жовтні 1917 року, Тіде був направлений у винищувальну льотну школу, з якої 21 лютого 1918 року був призначений в 24-ту винищувальну ескадрилью, в якій він здобув 5 перемог, ще одна залишилась непідтвердженою.
22 березня 1918 року, на захід від Ле-Фера, німецький льотчик був збитий зенітним вогнем, але залишився неушкодженим. Однією з двох повітряних перемог, здобутих ним у ніч із 22 на 23 травня 1918 року, став Caudron, який здійснив вимушену посадку на французькій стороні лінії фронту. Однак французький список втрат підтверджує тільки Voisin з ескадрильї VI16, збитий цього дня. За цей бій Тіде отримав лист подяки від імператора Вільгельма.
23 червня 1918 року призначений командиром 38-ї винищувальної ескадрильї на Македонському фронті, де збільшив свій рахунок ще на 3 перемоги. Всього за час бойових дій здобув 8 перемог, ще 2 залишились непідтвердженими.
У 1930-ті роки Тіде був особистим пілотом Генріха Гіммлера та Райнгарда Гейдріха, а також служив у люфтваффе в роки Другої світової війни.

## Нагороди
- Залізний хрест 2-го і 1-го класу
- Почесний хрест ветерана війни з мечами